# Лауреаты Государственной премии Российской Федерации за 2017 год
Лауреаты государственной премии Российской Федерации за 2017 год были названы указами Президента Российской Федерации № 588 от 10 декабря 2017 года, 256, 277, 278 от 8 июня 2018 года и объявлены 8 июня 2018 года.
По традиции торжественная церемония вручения государственных премий Российской Федерации прошла в День России 12 июня 2018 года в Георгиевском зале Большого Кремлёвского дворца.

## Лауреаты в области правозащитной и благотворительной деятельности
- Алексеева, Людмила Михайловна, председатель Региональной общественной организации «Московская группа содействия выполнению Хельсинкских соглашений» (Московская Хельсинкская группа).
- Вавилов, Владимир Владимирович, председатель правления Регионального общественного благотворительного фонда помощи детям, больным лейкемией, Республики Татарстан имени Анжелы Вавиловой

## Лауреаты в области науки и технологий
За разработку фотоактивных супрамолекулярных устройств и машин
- Алфимов, Михаил Владимирович, академик Российской академии наук, руководитель научного направления Центра фотохимии Российской академии наук федерального государственного учреждения «Федеральный научно-исследовательский центр „Кристаллография и фотоника” Российской академии наук»
- Громов, Сергей Пантелеймонович, член-корреспондент Российской академии наук, руководитель того же Центра.
- Чибисов, Александр Константинович, член-корреспондент Российской академии наук, главный научный сотрудник лаборатории синтеза и супрамолекулярной химии фотоактивных соединений того же Центра.

За цикл работ по фундаментальной эндокринологии и внедрение инновационной модели персонализированной медицины в здравоохранение
- Дедов, Иван Иванович, академик Российской академии наук, директор федерального государственного бюджетного учреждения «Национальный медицинский исследовательский центр эндокринологии» Министерства здравоохранения Российской Федерации.

За обнаружение генов и молекулярно-генетических механизмов, ответственных за наследственные болезни человека
- Рогаев, Евгений Иванович, доктор биологических наук, заведующий лабораторией эволюционной геномики федерального государственного бюджетного учреждения науки Институт общей генетики имени Н. И. Вавилова Российской академии наук.

## Лауреаты в области литературы и искусства
За вклад в изучение, сохранение и популяризацию морского наследия
- Сивкова, Светлана Геннадьевна, генеральный директор федерального государственного бюджетного учреждения культуры «Музей Мирового океана»/

За выдающийся вклад в развитие отечественной и мировой музыкальной культуры
- Темирканов, Юра Хатиевич, художественный руководитель федерального государственного бюджетного учреждения культуры «Санкт-Петербургская академическая филармония имени Д. Д. Шостаковича».

За вклад в развитие отечественного и мирового хореографического искусства
- Эйфман, Борис Яковлевич, художественный руководитель Санкт-Петербургского государственного бюджетного учреждения культуры «Академический театр Балета Бориса Эйфмана».

## Лауреаты в области гуманитарной деятельности
- Антонова, Ирина Александровна, президент федерального государственного бюджетного учреждения культуры «Государственный музей изобразительных искусств имени А. С. Пушкина».